# Thomas Broich
Thomas Broich (* 29. ledna 1981, Mnichov) je bývalý německý fotbalový záložník, který naposledy působil v australském klubu Brisbane Roar FC. Byl o něm natočen dokumentární film Tom Meets Zizou (2011).